# Леуза (река)
Леуза́ (баш. Ләүйылға; в верхнем течении Семёновка) — река в России, протекает в Башкортостане, Белокатайский и Кигинский районы. Устье реки находится в 52 км по правому берегу реки Киги. Длина реки — 31 км. В 8,7 км от устья по правому берегу впадает река Айса

## Данные водного реестра
По данным государственного водного реестра России относится к Камскому бассейновому округу, водохозяйственный участок реки — Ай от истока и до устья, речной подбассейн реки — Белая. Речной бассейн реки — Кама.
Код объекта в государственном водном реестре — 10010201012111100022280.